# Championnat britannique des voitures de tourisme 1978
Le Championnat britannique des voitures de tourisme 1978 était la 21e saison du championnat britannique des voitures de tourisme, remporté par l'anglais Richard Longman. Le championnat a débuté à Silverstone le 19 mars 1978 et s'est terminé à Oulton Park le 7 octobre 1978.

## Calendrier
| Manche | Circuit                | Date         | Pilote vainqueur | Ecurie vainqueur          | Voiture vainqueur       |
| ------ | ---------------------- | ------------ | ---------------- | ------------------------- | ----------------------- |
| 1      | Silverstone            | 19 mars      | Tony Dron        | Leyland                   | Triumph Dolomite Sprint |
| 2 A-B  | Oulton Park            | 24 mars      | Richard Lloyd    | Richard Lloyd Racing Ltd. | VW Golf GTI             |
| 2 C-D  | Oulton Park            | 24 mars      | Gordon Spice     | Gordon Spice Racing       | Ford Capri III 3.0S     |
| 3      | Thruxton               | 27 mars      | Gordon Spice     | Gordon Spice Racing       | Ford Capri III 3.0S     |
| 4 A-B  | Brands Hatch           | 1er avril    | Richard Lloyd    | Richard Lloyd Racing Ltd. | VW Golf GTI             |
| 4 C-D  | Brands Hatch           | 1er avril    | Gordon Spice     | Gordon Spice Racing       | Ford Capri III 3.0S     |
| 5 A-B  | Silverstone            | 28 mai       | Richard Lloyd    | Richard Lloyd Racing Ltd. | VW Golf GTI             |
| 5 C-D  | Circuit de Silverstone | 28 mai       | Gordon Spice     | Gordon Spice Racing       | Ford Capri III 3.0S     |
| 6 A-B  | Donington Park         | 25 juin      | Richard Lloyd    | Richard Lloyd Racing Ltd. | VW Golf GTI             |
| 6 C-D  | Donington Park         | 25 juin      | Chris Craft      | Gordon Spice Racing       | Ford Capri III 3.0S     |
| 7 A-B  | Mallory Park           | 2 juillet    | Richard Lloyd    | Richard Lloyd Racing Ltd. | VW Golf GTI             |
| 7 C-D  | Mallory Park           | 2 juillet    | Gordon Spice     | Gordon Spice Racing       | Ford Capri III 3.0S     |
| 8      | Brands Hatch           | 16 juillet   | Jeff Allam       | BP/Nu Luxe Foam           | Ford Capri III 3.0S     |
| 9 A-B  | Donington Park         | 6 août       | Richard Lloyd    | Richard Lloyd Racing Ltd. | VW Golf GTI             |
| 9 C-D  | Donington Park         | 6 août       | Gordon Spice     | Gordon Spice Racing       | Ford Capri III 3.0S     |
| 10     | Brands Hatch           | 28 août      | Brian Muir       | Browne & Day              | Ford Capri III 3.0S     |
| 11     | Thruxton               | 10 septembre | Gordon Spice     | Gordon Spice Racing       | Ford Capri III 3.0S     |
| 12 A-B | Oulton Park            | 7 octobre    | Richard Lloyd    | Richard Lloyd Racing Ltd. | VW Golf GTI             |
| 12 C-D | Oulton Park            | 7 octobre    | Tom Walkinshaw   | BMW                       | BMW 530i                |

## Classement final

### Pilotes
| Championnat pilotes | Championnat pilotes | Championnat pilotes     | Championnat pilotes             | Championnat pilotes |
| Pos.                | Pilote              | Voiture                 | Ecurie                          | Points              |
| ------------------- | ------------------- | ----------------------- | ------------------------------- | ------------------- |
| 1                   | Richard Longman     | Mini 1275 GT            | Patrick Motorsport              | 100                 |
| 2                   | Richard Lloyd       | VW Golf GTI             | Richard Lloyd Racing Ltd.       | 90                  |
| 3                   | Tony Dron           | Triumph Dolomite Sprint | Leyland                         | 83                  |
| 4                   | Gordon Spice        | Ford Capri III 3.0S     | Gordon Spice Racing             | 75                  |
| 5                   | Rex Greenslade      | Alfa Romeo Alfasud Ti   | Napolina Alfa Romeo Dealer Team | 59                  |